# Школа (телесериал, Украина)
«#Школа» — украинский телесериал о жизни современной школы, подростков, их отношения с учителями и родителями. Производство — «1+1 продакшн». Первый сезон транслировали на канале 1+1 с 15 января 2018 по 15 февраля 2018 года. Второй сезон транслировался с 27 августа 2018 по 11 октября 2018 года.
Третий сезон транслировался с 4 по 14 марта 2019 года.
Режиссёрами телесериалы выступили Ирина Литвиненко, Сергей Толкушкин и Сергей Уманец.
Главные роли сыграли Янина Андреева, Никита Вакулюк, Елена Курта, Елизавета Василенко, Александр Петренко, Ирина Кудашова, Анна Тринчер, Карина Чернявская, Олег Выговский и Богдан Осадчук.
Сериал позиционирует себя как первый современный украинский подростковый сериал.

## Сюжет

### 1 сезон
Пара молодых учителей случайно попадают на работу в одну из украинских школ. Успешная бизнес-леди Екатерина пошла работать в школу учителем экономики, чтобы наладить отношения с дочерью. Она встречается с новым учителем английского языка Алексом, и это знакомство меняет их жизнь, ведь они раньше не были учителями. Школа для них становится испытанием. Они и в школе действуют так, как действовали в обычной жизни. А неправильно написанный план урока или незаполненный вовремя школьный журнал может в любой момент стать причиной увольнения.
В сериале много внимания уделено актуальным проблемам школьников, с которыми они сталкиваются во время подросткового периода: травля сверстников, непонимание в семье, взятки учителям и интриги.

### 2 сезон. «Недетские игры»
Герои переходят в 11 класс. Они взрослеют, а вместе с ними взрослеют их проблемы. В сериале появляются новые герои, которые изменяют прежнюю жизнь старых. Герои заканчивают 11 класс, готовятся к выпуску из школы и сдаче ЗНО. Тем не менее, у них появляются и другие заботы, которые не всегда приносят хорошие эмоции.

### 3 сезон. «Выпускной»
Выпускницы и выпускники в 3 сезоне уже совсем взрослые. В сериале появляются новые персонажи в виде тёти и двоюродной сестры Лолы. Проблемы становятся все серьёзней, а впереди ещё экзамены…

## Рейтинги
Первый сезон сериала стал самым рейтинговым сериалом на украинском ТВ в телесезоне осень 2017 — зима 2018 среди зрителей 18-54 лет. В среднем одну серию сериала смотрели примерно 2 млн. зрителей, а всего за первые два дня телепоказа телесериал увидели 10 млн. человек.
В 2018 году первая серия первого сезона также стала самым просматриваемым видео на Youtube в Украине среди немузыкальных видео.

## Номинации и награды
| Год  | Премия           | Номинации     | Результат |
| ---- | ---------------- | ------------- | --------- |
| 2018 | XXL Men’s Awards | «Открытие»    | Победа    |
| 2018 | Золотой лайк     | «Сериал года» | Победа    |